# Біономія
Біоно́мія (від біо… і дав.-гр. nomos — закон) — галузь біології, що вивчає спосіб життя життя  організмів і їх місце в економіці природи. Термін уперше запропонував німецький дослідник природи Ернст Геккель у праці «Природнича історія світотворення» (нім. Natürliche Schöpfungsgeschichte) у 1868 році.
Біономія — маловживаний термін, майже повністю охоплюється поняттям екологія.